# Праскорсано
Праскорса̀но (на италиански: Prascorsano; на пиемонтски: Spracusan, Спракузан) е село и община в Метрополен град Торино, регион Пиемонт, Северна Италия. Разположено е на 590 m надморска височина. Към 1 януари 2023 г. населението на общината е 712 души, от които 17 са чужди граждани.

## География, административно деление и население
Развивайки централната част на широка седловина между хълма Белмонте и предпланината, която се спуска от планината Сольо, до изворите на потока Ливеза, територията на Праскорсано се простира отчасти от дясната страна на горната долина Галенка, над територията на Канискио, започва от южните склонове на хълма Белмонте, към района Комуние. Намира се в района на Пиемонт, наречен Канавезе. Територията, богата на извори, лозя и кестенови горички, има неправилен геометричен профил, с много изразени вариации в надморската височина, вариращи от минимум 360 до максимум 1122 метра надморска височина. Селото има равнинно-алтиметрично разположение, характерно за хълм.
Предлага възможност за интересни излети в околността: близкият природен резерват и религиозно седалище Свети хълм на Белмонте на 3 km от там е дестинация за поклонничество.
Граничи със следните 7 общиниː Сан Коломбано Белмонте, Канискио, Пратильоне, Пертузио, Валперга, Куорне и Ривара. Отстои на 32 km от Торино и на 123 km от Милано.
Има следните подселищаː Бетаса, Боздонио, Ка Дана, Ка Джакутин, Ка Паул, Ка Перулин, Катланети, Катарели, Чериалдо, Черути, Комуние, Фиори, Галасола, Монт, Мурина, Пемонте, Прабазоне, Тети, Вале и Виола.
Към 1 януари 2023 г. населението на общината е 712 души, от които 17 чужди граждани, сред които преобладават тези на Румъния (12 души). Български граждани липсват.

## Топоним
Древното му име е Pratum Corsanum.
Топонимът е предиял (топоним, произлизащ от името на поземлено владение, обикновено от римската епоха), съставен от pratum и римското благородническо Curtius, изградено с типичната наставка -anus, обикновено използвана за обозначаване на особено печеливши фондове. Той е засвидетелстван за първи път в документ от 1197 г. във франко-провансалската форма "Prescorzan", вероятно еволюция на израза Patrum ex-Curiatum, от който произлиза и "Prato Curzano", удостоверен през 1286 г.

## История
Преди да стане подвластен на господарите на Валперга, Праскорсано има собствена аристокрация. От документ от 1197 г. за завещаване на църквата в Белмонте на сграда в Праскорсано договаряща се страна е някоя си Алисия, дъщеря на Бернардо ди Левоне и потомка на древните господари на Левоне, Праскорсано, Ривара, Рока и Корио, която се отказва от правата си на притежание на сградата. Преминавайки към господарите на Валперга през XIII век, жителите на Праскорсано се разбунтуват срещу тях по време на въстанието на Тукините, но не изпращат представители на мирния договор, сключен в Ивреа през 1391 г. и се  помиряват насаме със семейство Валперга и с данъчните власти.
През 1734 г. Праскорсано е едно от най-засегнати от глада селища, причинен от сушата и преминаването на френските войски. Според доклад от онова време жителите на Праскорсано, Ривара, Форно, Левоне и Каманя са принудени да слязат в равнината, до ливадите на Сан Джорджо, които не напълно пресъхнали, за да намерят малко трева за ядене.
Историята на Праскорсано е свързана, поради близостта си, с историята на Белмонте, както за фактите, цитирани в най-старите документи, завещания, продажби, наеми на стоки в Праскорсано, така и за по-близки до нас събития. Отец Франческо Джеко от Праскорсано през 1890 г., с помощта на местните жители, дава първоначална уредба на пътеката за мулета, която води от Праскорсано до Белмонте, след което през 1930 г. тя се трансформира в пътя за каруци Куорне-Праскорсано-Белмонте.
Именно местният нотариус Пиетро Фенольо позволява, със законова фикция, на някои францисканци да останат в Белмонте по време на Френската революция. През 1805 г. той купува Мазино от името на абат Джакомо Валперга на търг, организиран от революционерите, след като сградите на манастира са конфискувани, като по този начин светилището на Белмонте е спасено от унищожение.
През 1928 г. община Праскорсано е присъединена към община Куорне, в която остава до 1948 г.

## Икономика
Селската местност Праскорсано е разделена на малки парцели с често срещани овощни градини обградени от редици лози. Винопроизводството е добро, характеризиращо се с леки и пенливи вина. Склоновете на хълма понякога са покрити с гъсти кестенови горички. Голяма част от хората в трудоспособна възраст намират работа в индустриите на центровете в равнинните райони.
Селското стопанство произвежда зеленчуци, грозде и други плодове;. Практикува се и говедовъдство и птицевъдство. Индустрията се състои от малки фирми, които работят в следните сектори: хранително-вкусова промишленост, дървообработване, металургия и строителство. Третичният сектор няма значителни размери: дистрибуторската мрежа, от която е изграден, осигурява задоволяването на първичните потребности на общността, но не се предоставят по-квалифицирани услуги, като банкови.

## Забележителности
- Енорийска църква „Свети Андрей“ (Chiesa parrocchiale di Sant'Andrea), построена през XIX век с камбанария от средата на XVI век
- Стара енорийска църква „Мадона дел Кармине“ (Chiesa della Madonna del Carmine), сега гробищен параклис. Оригиналната ѝ структура е от XI-XII век. Разположена на пътя за Чериалдо, пази стари ценни стенописи от XV и XVI век.

## Образование
- Една държавна детска градина
- Едно държавно начално училище (от 1-ви до 5-и клас вкл.)
- Среднирш училища от първа степен (от 6-и до 8-и клас вкл.) са във Форно Канавезе, Валперга, Куорне и Фронт, а тези от втора степен (от 9-и до 11-и или 12 клас вкл.) – в Куорне

## Събития
- Патронен празник на свети апостол Андрей – 30 ноември